# Église Saint-Jean-Baptiste de Barran
L'église Saint-Jean-Baptiste est une église catholique située à Barran (Gers), en France.

## Localisation
L'église est située dans le département français du Gers, sur la commune de Barran. 

## Historique
Construite au XIVe siècle sur des bases du XIIIe, l’église est reconstruite et érigée en collégiale vers 1520 par le cardinal François Guillaume de Castelnau de Clermont-Lodève, archevêque d’Auch, qui y établit un chapitre de 12 chanoines. Le pape Clément VII confirme par une bulle de 1523 la fondation du chapitre de Barran. 
En 1569, la nouvelle collégiale est ravagée par les troupes protestantes de Montgomery.
Elle subit une transformation radicale en 1880, lorsqu’on retourne complètement l’orientation de l’église pour en faciliter l’accès depuis la ville, le chevet étant placé à l’ouest au lieu d’être à l’est. Le pignon ancien était pignon d’entrée, il est devenu pignon de chevet. 
Le clocher et le pignon qui lui est accolé sont classés au titre des monuments historiques en 1944.

## Architecture

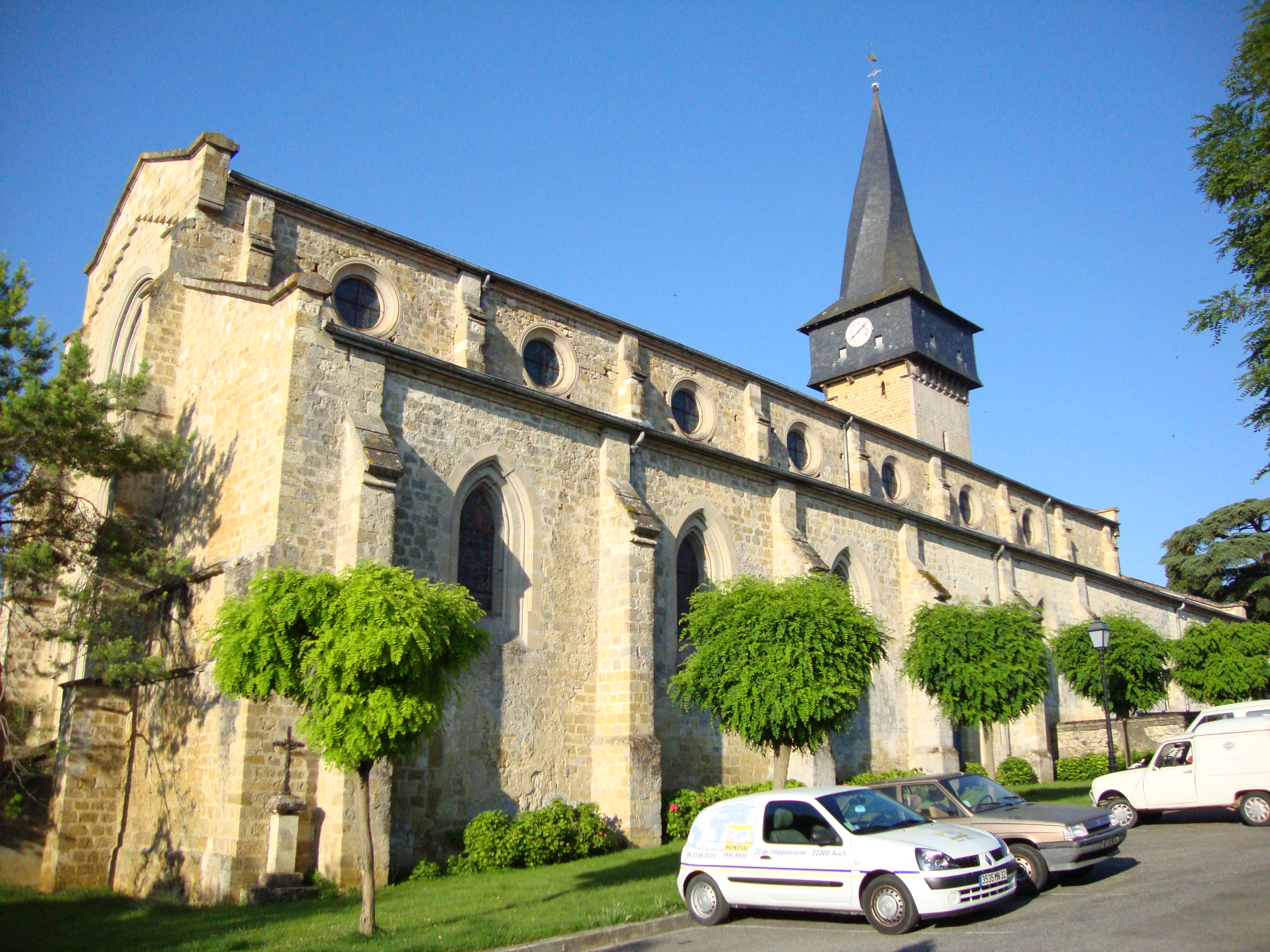
Vue d’ensemble, du sud.

L’église est surtout connue par son clocher tors terminé par une flèche hélicoïdale. Le clocher est accolé au pignon qui s’ouvre par une porte en arc brisé. Un fragment de pierre tumulaire est enchassé dans le mur près de la porte.
Sur la façade nord subsiste, près d’une porte latérale, un encadrement de porte du XIVe siècle. 

### Clocher
Le clocher est de plan carré, avec un étage supérieur en léger débord. Il est couvert d’une pyramide, surmontée d’une haute flèche octogonale dont les arêtes inférieures s’inclinent de gauche à droite d'un huitième de tour, les arêtes supérieures étant droites. Elle est couverte d’ardoises et atteint la hauteur de 50 mètres. La tradition locale veut que ce soit l’effet des vents qui ait ainsi tordu la flèche, mais la construction semble bien avoir été volontaire. La charpente ayant souffert de réparations hâtives après la Seconde Guerre mondiale, la flèche a été reconstruite en 1971.

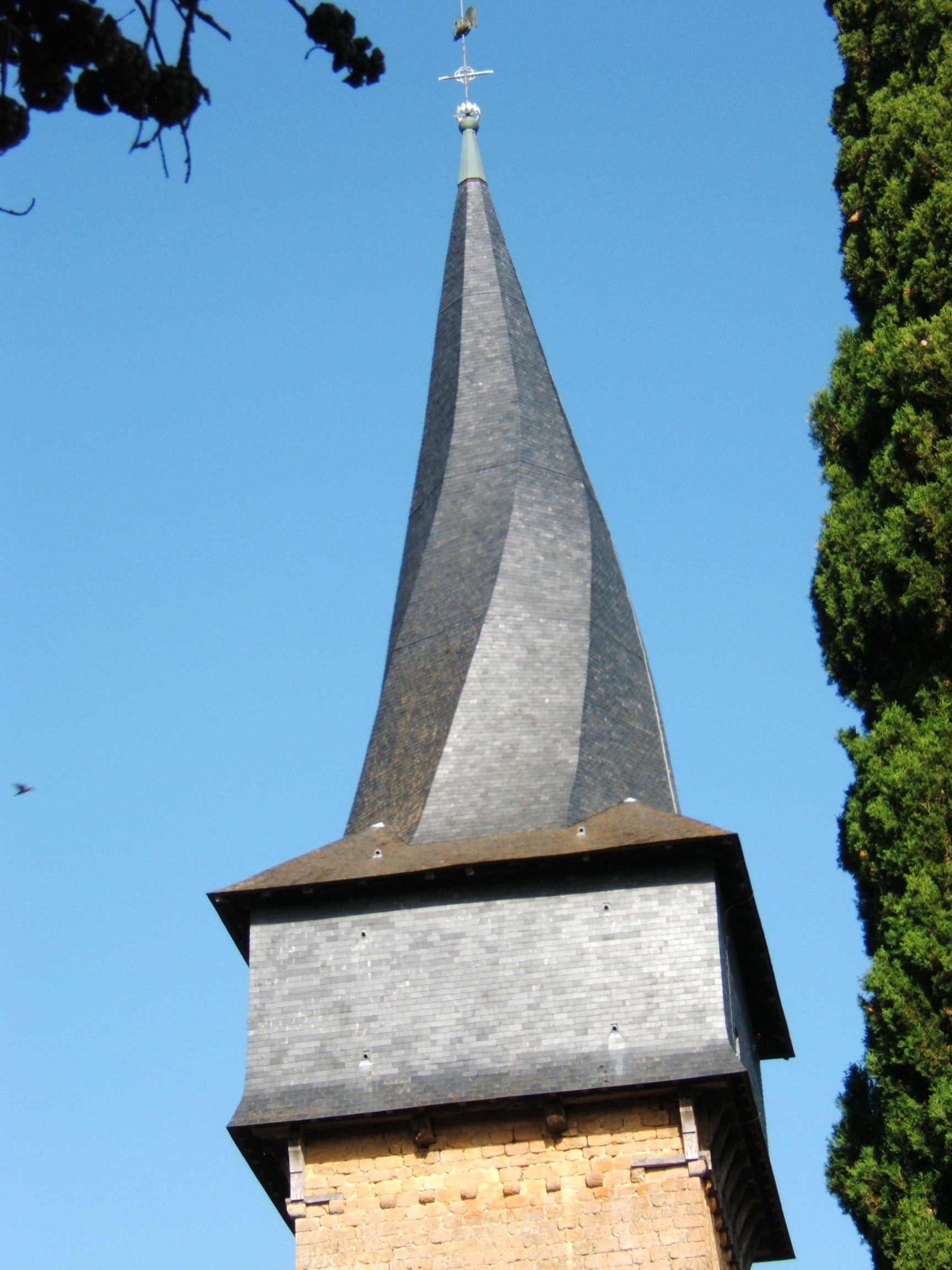
La flèche hélicoïdale.
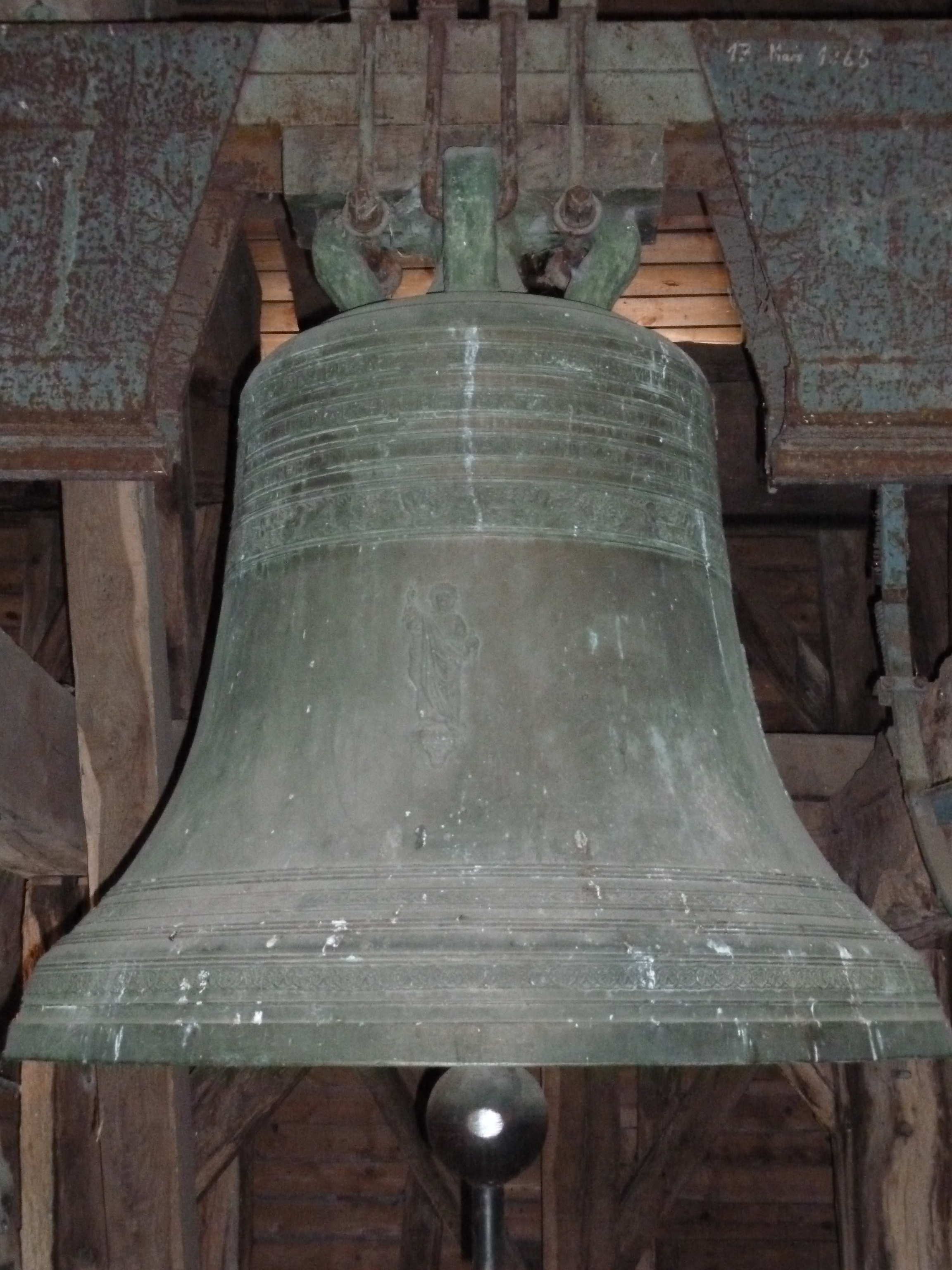
Une des cloches de l'église.
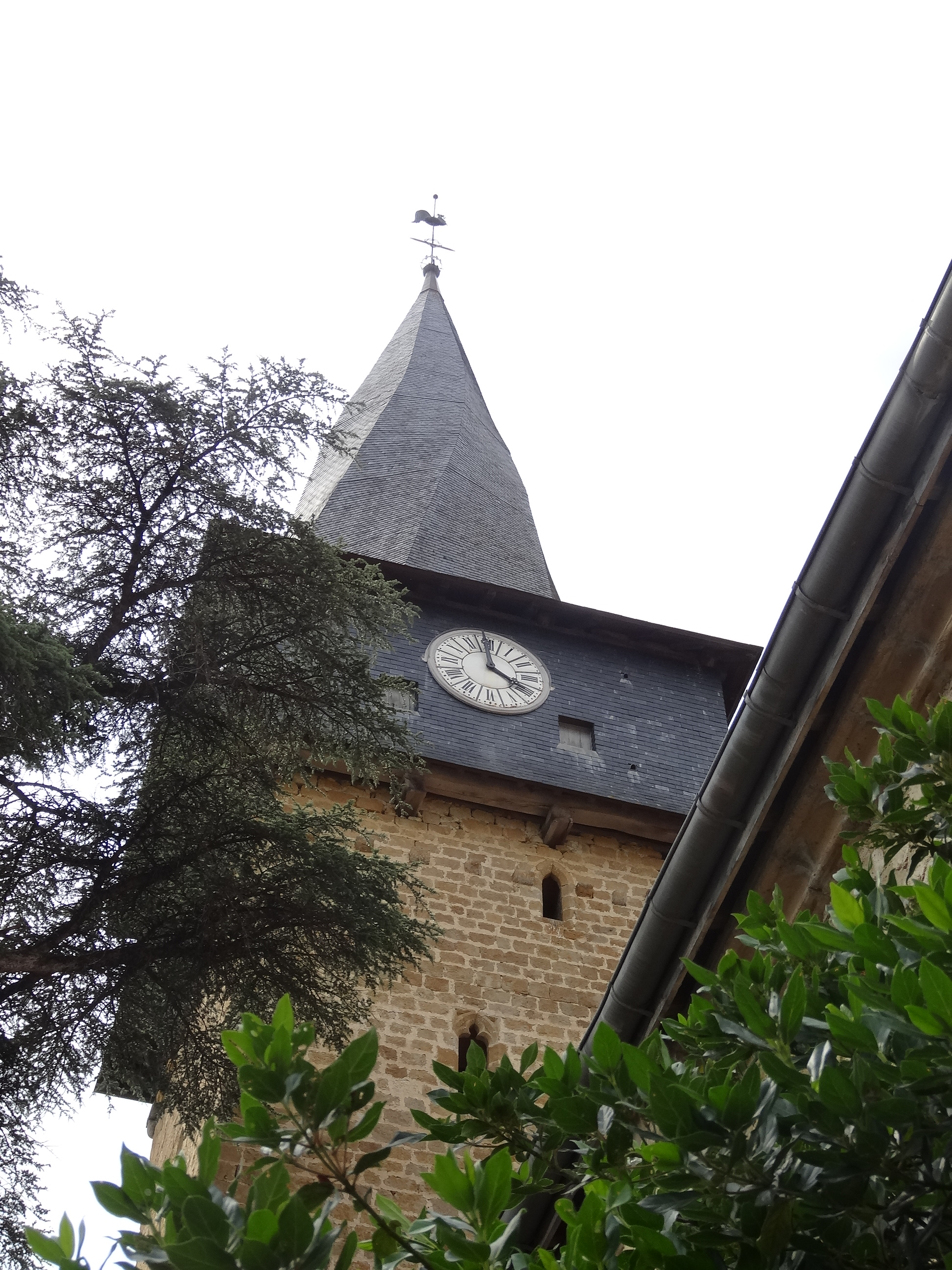

### Intérieur
La nef, divisée en six travées sur voûtes d’arêtes croisées, flanquée de deux collatéraux, est éclairée par des oculi en partie haute. Les bas-côtés présentent des fenêtres ogivales. La nef est longue de 48 mètres, large de 17,50 m, haute de 18 m sous clef.
Le mobilier comprend une partie des stalles d’origine du XVIe siècle. Vendues légalement à des antiquaires en 1926, et sur le point d’être emportées, elles font l’objet d’une campagne virulente du duc de Trévise, président de la Sauvegarde de l’art français, et de Gilbert Brégail, président de la société archéologique du Gers ; les stalles sont récupérées in extremis, la majeure partie se trouve maintenant à l’église Saint-Michel de Mauvezin. Un lutrin du XVe, et dans la sacristie une pietà des XVII-XVIIIe siècles.

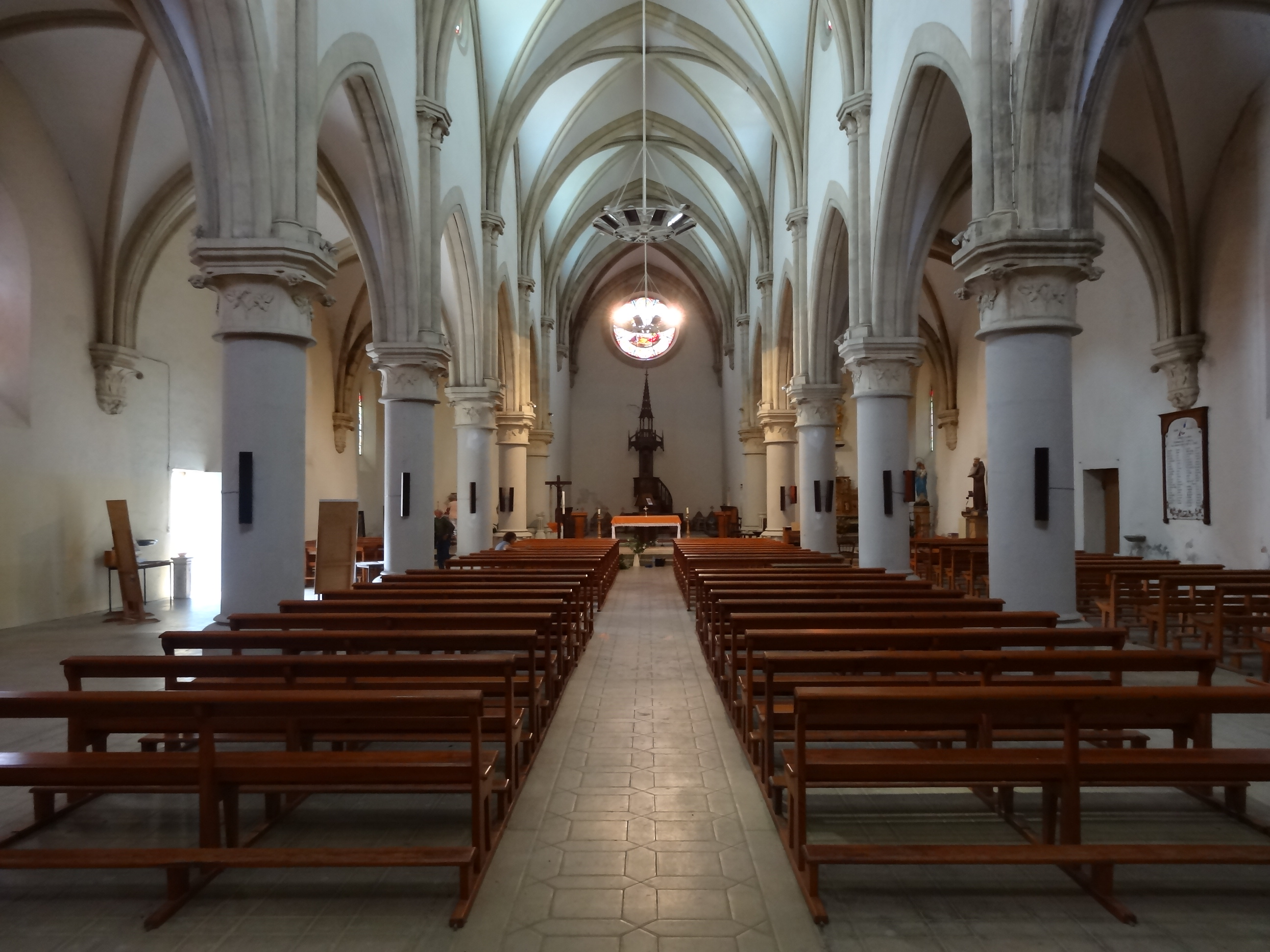
Vue de la nef.

#### Mobilier
Quelques objets sont référencés dans la Base Palissy (voir les notices liées).

## Galerie

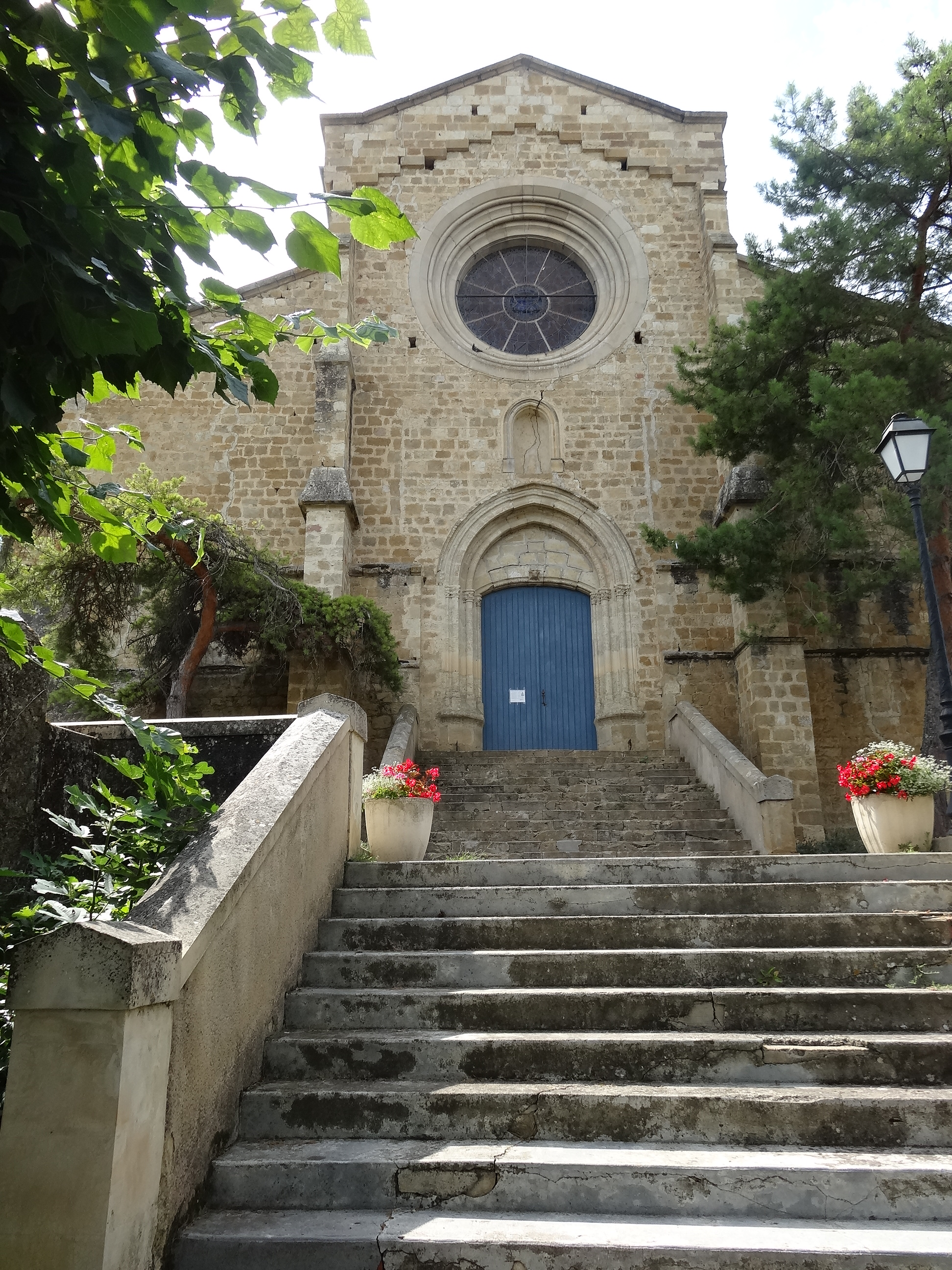
Pignon est.
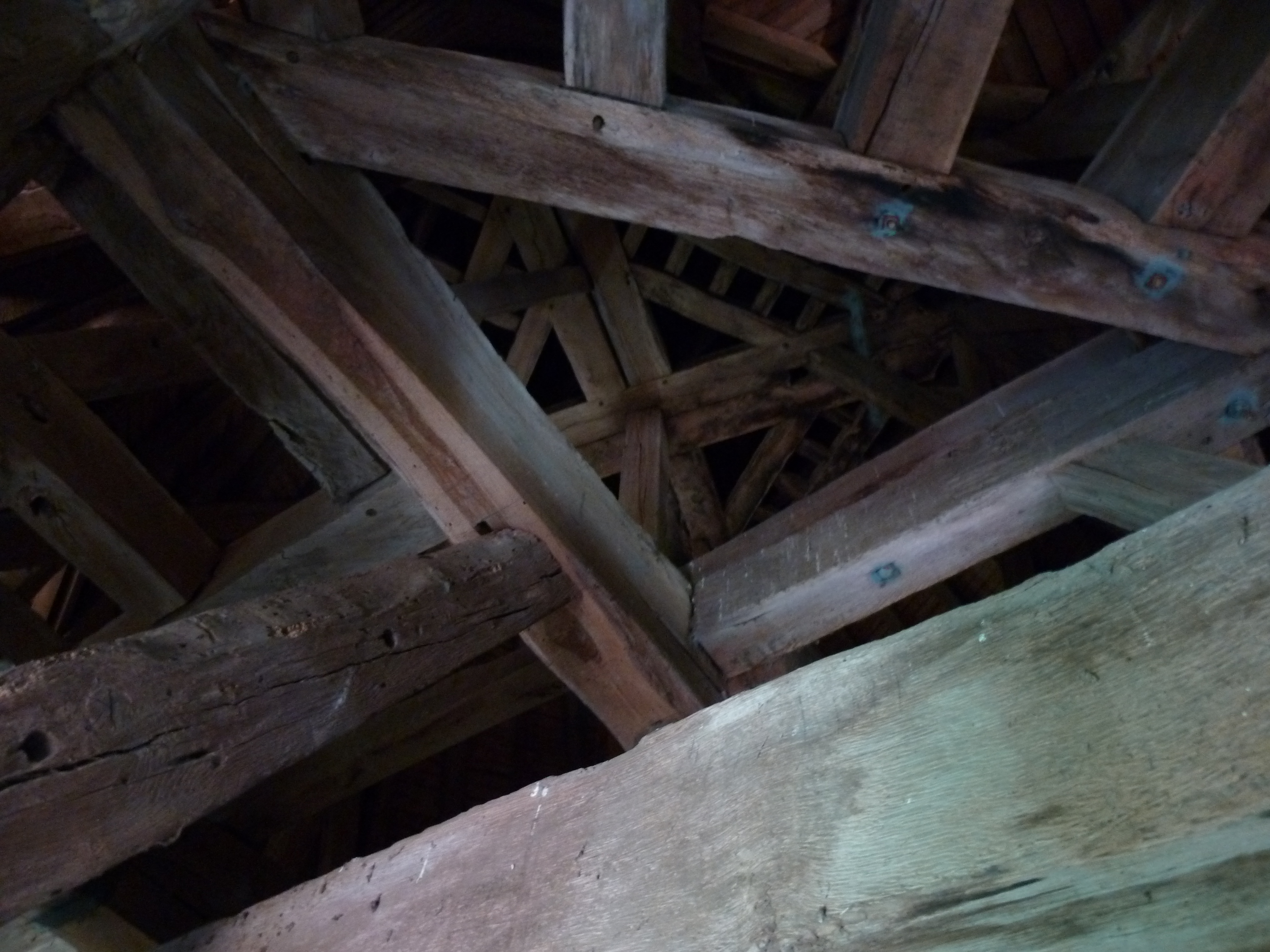
Vue de la charpente.
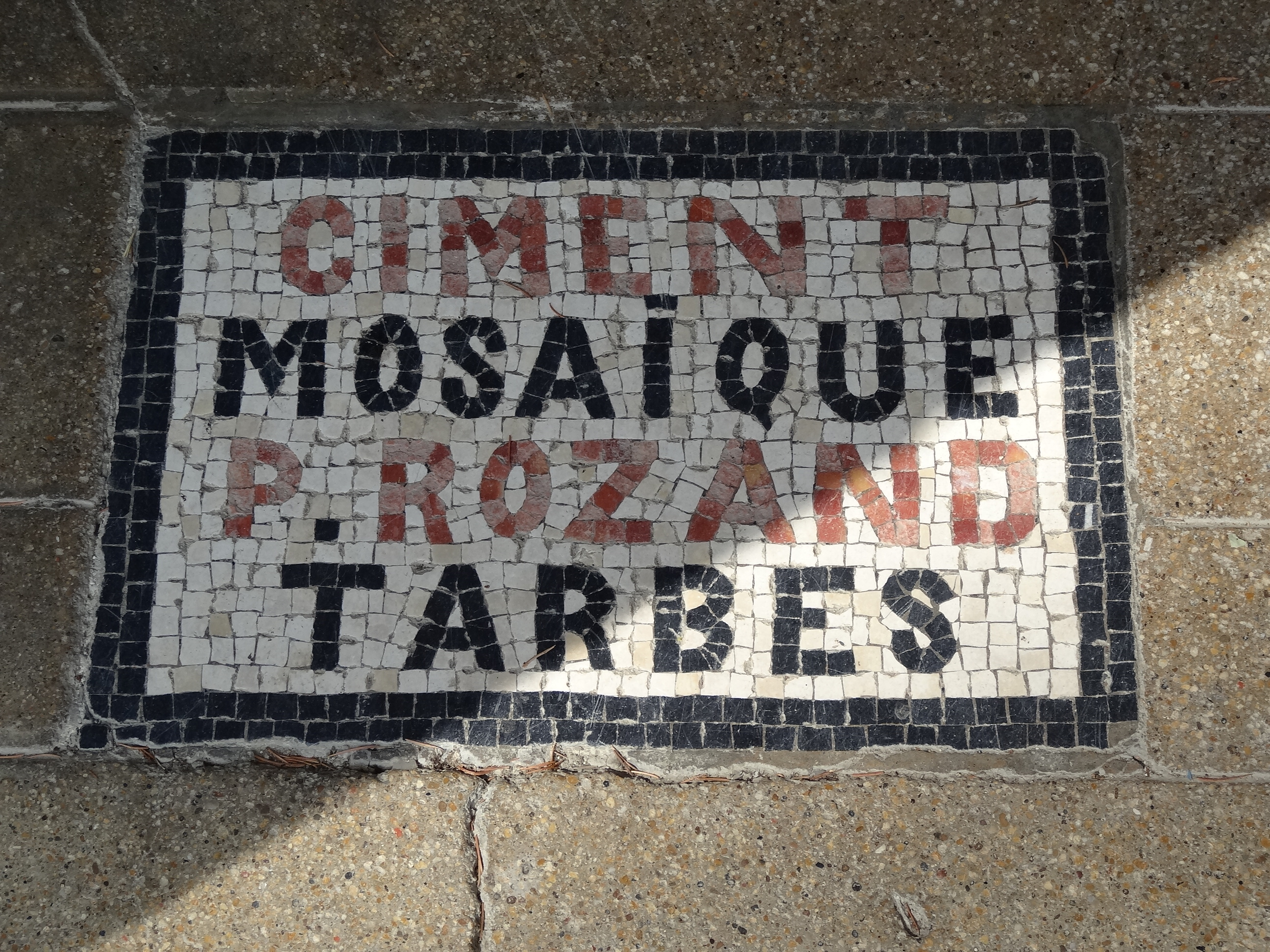
Inscription à l'entrée de l'église